# Kapalabhati
Kapalabhati (Sanskrit, f., कपालभाती, kapālabhātī) ist die Bezeichnung einer Atemübung (Pranayama) des Yoga. Kapala bedeutet wörtlich Schale oder Schädel, bhati heißt so viel wie Licht oder Leuchten. Diese Übung wird auch den Kriyas (Reinigungsübungen) des Yoga zugeordnet. Im Kundalini-Yoga wird diese Übung „Feueratem“ genannt.
Kapalabhati wird in der Regel mit einer deutlichen Betonung auf der Ausatmung geübt: diese ist kraftvoll und aktiv, während die Einatmung passiv und reflexhaft bleibt. Die Ausatmung geschieht bei dieser Übung durch kraftvolles Einziehen der Bauchdecke nach innen. Die Übung wird im yogischen Kontext als Mittel der Bewusstseinsveränderung und somit als Abkehr von starker Gegenwartsverhaftung genutzt.
Nach längerem bzw. mehrmaligem Üben kann so das Gefühl entstehen, dass der Kopf leer geworden, der Fluss der Gedanken unterbrochen worden ist. Die Übung gleicht insofern von ihrer medizinischen Wirkung dem Wirbeltanz der Sufis, die durch beständiges Drehen im Derwisch-Tanz zum Teil ihr Bewusstsein verändern. Die Kapalabhati wird daher auch zur Vorbereitung auf die Meditation eingesetzt. Außerdem bewirkt die Übung ein verstärktes Abatmen von Kohlendioxid, wodurch im Atemzentrum der Anreiz zum Einatmen verringert wird. Das wiederum ermöglicht längere, mühelose Atempausen (Kumbhaka, Sanskrit: कुम्भक). Es wird unterschieden zwischen dem Atemanhalten nach dem Ausatmen (Bahya Kumbhaka) und nach dem Einatmen (Antara Kumbhaka).

## Varianten

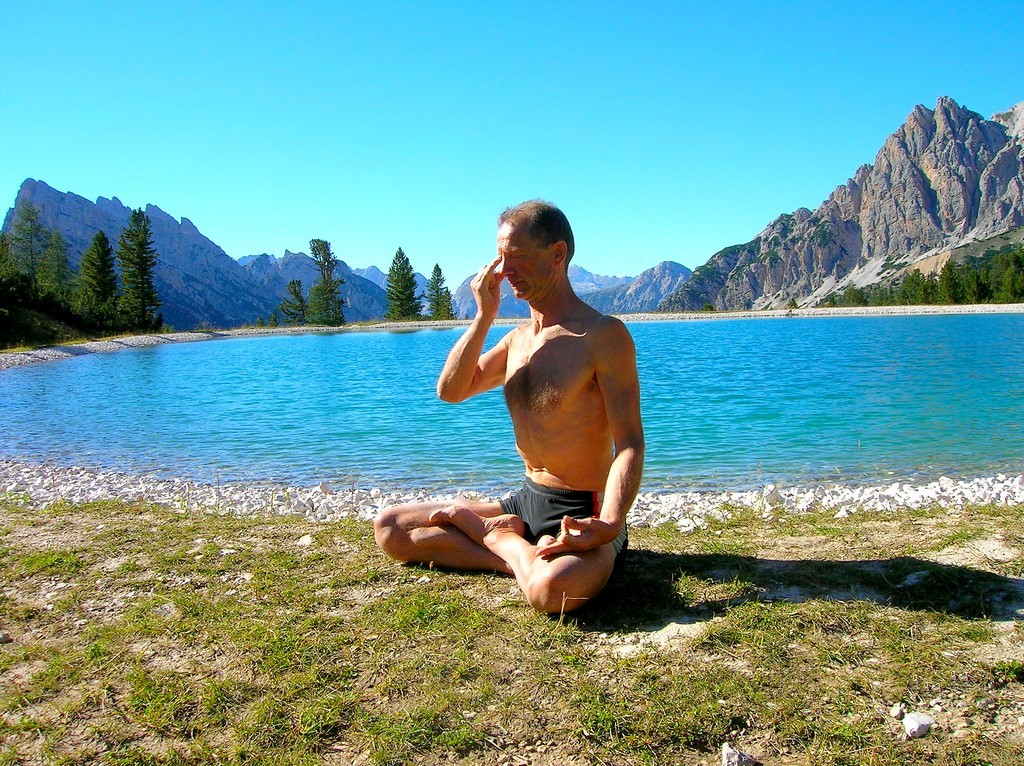
Kapalabhati mit Nadi Shodana

Fortgeschrittene Varianten kombinieren Kapalabhati und Wechselatmung (Nadi Shodhana Pranayama): es wird immer nur durch ein Nasenloch geatmet, das jeweils andere wird zugehalten. Der Wechsel kann entweder nach einer festgelegten Anzahl von Atemzügen oder zwischen jeder Ein- und Ausatmung erfolgen. Letztere Variante ist die Schwierigste.
Eine Übung, die zuweilen mit Kapalabhati verwechselt wird, heißt Bhastrika, welche durch das Hinzufügen von Kumbhaka zu einem Pranayama wird. Insofern kann Bhastrika als eine Art intensiviertes Kapalabhati betrachtet werden.
Auch von Bhastrika gibt es Varianten, bei denen die Nasenlöcher abwechselnd verwendet werden.
Nach Autoritäten wie André Van Lysebeth kann Kapalabhati unter bestimmten Voraussetzungen auch von Asthmatikern praktiziert werden.

## Hinweis
Kapalabhati sollte nach Aussagen ausgebildeter Yogalehrer vorsichtig und langsam einstudiert werden. Die Konsultation eines guten Lehrers ist anzuraten. Wichtig ist dabei auch, das Erlernen von Kapalabhati mit der Entwicklung einer ausgewogenen Körperwahrnehmung einhergehen zu lassen.
Kritiker zweifeln diese Übung deshalb an, da sich ähnlich wie in der Hyperventilation, durch die Verengung der Blutgefäße im Gehirn ein Sauerstoffmangel einstellen kann. Da im Unterschied zum Hyperventilationssyndrom die Atmung bewusst gesteuert wird, sind angebliche Gesundheitsschäden nicht belegt.